# Henry John Bear
Henry John Bear (* 31. Dezember 1955 in Lewiston, Maine) ist ein US-amerikanischer Politiker, der seit 2017 Mitglied der Maine Green Independent Party ist und früher bei der Maine Democratic Party war.

## Leben
Bear wuchs in Lewiston auf und ging mit 17 zur United States Coast Guard. Nach einem Jurastudium arbeitete er als Anwalt und Richter. Bear war von 2013 bis 2019 Mitglied des Maine House of Representatives für die Houlton Band of Maliseet Indians, sein Vorgänger war David Slagger. Er war 2016 Demokratischer Kandidat für den 144th District, 2017 wechselte er dann zur Maine Green Independent Party, 2018 war er Kandidat für Maines 2nd Kongressdistrikt.